# Котань
Котань (пол. Kotań) — лемківське село в Польщі, у гміні Кремпна Ясельського повіту Підкарпатського воєводства.
Населення — 322 особи (2011).

## Розташування
Село знаходиться на території Магурського Національного парку неподалік польсько-словацького кордону, за 4 км від Крампна, за 24 км від міста Ясло та 67 км від Ряшева.
Пролягає вздовж лівого берега річки Віслоки від села Крампна, а від середини пролягає повздовж безіменного потічка. Село розтягається майже на 6 км.

## Історія села
Походження назви села остаточно не з'ясовано. Можливо, назва походить від назви тварини — «кота» або ж від прізвища одного з перших його мешканців — Кота. Також відсутні історичні джерела про заснування села і ранню його історію.
Перша історична згадка про Котань сягає 1581 року. У документі говориться, що село належить до королівських земель, займаючи 5 ланів орної землі й один лан — солтисів. За податковим реєстром 1581 р. село належало до парохії Мисцова Бецького староства у Бецькому повіті; в селі було 5 селянських ланів і 1 — солтиса, був тартак.
Згідно з записами у Йосифинській метриці станом на 1785—1787 роки село нараховувало 30 господарств. Хоча у документах зазначено 31 номер садиб, одна з них стояла пусткою, і за нею не був зареєстрований жоден власник. На цей час селяни займали 1 235 моргів землі: 418 моргів орної землі, 525 моргів лук і пасовищ, 129 моргів лісу. Уся земля поділялася на чотири ниви: 1) Городи — присадибні ділянки, на яких вирощували ярину, фруктові дерева, використовували як луки, 2) Бзинник, 3) Вільшини — нива низької якості, на якій вирощували овес, 4) Омалтова долина — орні землі, пасовиська.
19 травня 1763 року князь Юрій Любомирський своїм декретом переказав для побудови греко-католицької церкви ріллю «Павликівка». Не відомо, чи було тоді збудовано церкву і яка її доля. Натомість досі збереглася церква св. Косми і Дем'яна.
Наприкінці XIX ст. у селі проживало 316 мешканців, з них 300 греко-католиків і 16 римо-католиків. У другій половині 1920-х років половина мешканців села перейшли з греко-католицької церкви до Польської православної церкви.
На 01.01.1939 в селі проживало 350 мешканців (345 українців і 5 поляків).
Під час Другої світової війни згоріла половина села. Частина лемків у 1945 році була вивезена у східну Україну, решта (76 осіб) 27 травня 1947 року польським військом депортована на понімецькі землі Польщі до Зеленогурського воєводства. Після виселення українців село заселили польські поселенці. 4-класна школа була ліквідована, а діти були скеровані у школу у Крампній.
У 1950-х роках тут було створено Польський сільськогосподарський кооператив. У 1970-х роках у рільничому господарстві працювало близько 600 в'язнів створеної тут тюрми.
У 1975-1998 роках село належало до Кросненського воєводства.

## Церквасв. Косми і Дем'яна
Церква є історико-архітектурною пам'яткою Підкарпатського воєводства. Збудована у 1841 році у західнолемківському стилі на місці колишнього дерев'яного храму. Є тридільною (вівтар, нава і бабинець), орієнтованою, крита ґонтом. Окрасою церкви є висока вежа-дзвіниця і дві менші бані, що завершуються залізними хрестами високої мистецької вартості. У церкві зберігалися давні ікони, частина з яких безповоротно пропала, частина зберігається у музеї в Ланьцуті. Серед ікон «Бичування Христа» (1737), а також «Христос-Пантократор» (1689). Давня ікона «Рождество Христа» — пам'ятка трагічної смерті Якова Баволяка з його портретом у нижньому кутку.
Церква до 1947 р. належала до парафії Крампна Дуклянського деканату.
У 1963 році під час ремонту довкола церкви було створено лапідарій, розмістивши на її території 22 надгробки з Незнаєвої, Жидівського та Тихані. Саму церкву було розібрано, законсервовано, а згодом заново зібрано. Територія церкви обгороджена традиційним кам'яно-дерев'яним муром.
Після депортації українців церква використовується як римо-католицький костьол.
Копія місцевої церкви у 1992 році збудована у Музеї народної архітектури та побуту імені Климентія Шептицького у Львові. Новозбудована церква носить ім'я святих Володимира та Ольги і присвячена 1000-літтю (992 рік) з'єднання земель Лемківщини з Київською Руссю.

## Демографія
Демографічна структура станом на 31 березня 2011 року:
|          | Загалом | Допрацездатний вік | Працездатний вік | Постпрацездатний вік |
| -------- | ------- | ------------------ | ---------------- | -------------------- |
| Чоловіки | 174     | 26                 | 136              | 12                   |
| Жінки    | 148     | 33                 | 95               | 20                   |
| Разом    | 322     | 59                 | 231              | 32                   |

### Перелік господарств
- Станом на 1785 рік у селі нараховувалось 30 господарств (згідно з Йосифинською метрикою):

1) Ярина Іван, 2) Бабчак Яцко, 3) Даниляк Дмитро, 4) Маркович Яцко, 5) Даниляк Василь, 6) Даниляк Іван, 7) Пеш Гриць, 8) Пеш Іван, 9) Парило Гриць, 10) Фуджак Василь і Фуджак Михайло, 11) Баницький Іван, 12) Крохта Данько, 13) Синиця Василь, 14) Синиця Іван, 15) Касич Михайло (молодший), 16) Касич Михайло (старший), 17) Святко Стефан, 18) Покладко Іван, 19) Обух Гаврило, 20) Теш Гаврило, 21) Русиняк Яцко, 22) Фринцко Яцко, 23) Баволяк Савка і Баволяк Ницко, 24) Баволяк Яцко, 25) Покладко Яцко, 26) Баволяк Стефан і Гринда Федір, 27) Маркович Михайло, 28) Данило Іван і Баволяк Лешко, 29) БАволяк Ілько, 30) Сокіл Гриць.
- Станом на 1944 рік у селі нараховувалось 63 господарства:

1) Феш Іван, 2) Русиняк Василь, 3) Феш Іван і Феш Синида, 4) Русиняк Іван, 5) Тимків Дмитро, 6) Куленич Дмитро, 7) Бованко Степан, 8) Падило Іван, 9) Феш Розалія, 10) Феш Федір, 11) Синиця Степан, 12) Баволяк Василь, 13) Баган Михайло, 14) Баволяк Петро, 15) Даниляк Іван, 16) Даниляк Степан, 17) Сидорик Василь, 18) Касич Анастасія і Бованко Василь, 19) Нагловський Василь, 20) Феш Василь, 21) Феш Василь, 22) Гаталевич Василь, 23) Савчак Федір, 24) Гаталевич Розалія і Парило Степан, 25) Русиняк Семен, 26)Гоц Даниїл, 27) Фуджак Михайло, 28) Смереканич Антон, 29) Фуджак Микола, 30) Маркович Іван, 31) Синиця Андрій, 32) Фуджак Василь, 33) Фуджак Антон, 34) Смереканич Володимир, 35) Синиця Василь, 36) Касич Ікач, 37) Сидорик Іван, 38) Нагловськи Василь, 39) Хамула Іван, 40) Хамула Іван, 41) Фринцко Григорій, 42) Маричка, 43) Русиняк, 44) Русиняк Михайло, 45) Сокіл Іван, 46) Гаталевич Дмитро, 47) Курилко, 48) Хомик Спиридон, 49) Пухир Михайло, 50) Касич Федір, 51) Русиняк Іван, 52) Пухир Дмитро, 53) Пухир Іван, 54) Фучко, 55) Гоц Степан, 56) Феш Михайло, 57) Нестеряк Антон, 58) Феш Іван, 59) Сенчакович Марія, 60) Сокіл Федір, 61) Касич Микола, 62) Шиманський Василь, а також господарство школи.